# WNL op Zondag
WNL op Zondag is een Nederlands praatprogramma van omroep WNL op televisie. Elke zondagochtend schuiven er vijf gasten aan die spreken over de afgelopen week.

## Programma
Het televisieprogramma startte op 11 september 2011 vanuit de studio's in de Westergasfabriek in Amsterdam. Tot 28 april 2013 heette het programma Eva Jinek op Zondag en werd het door Eva Jinek gepresenteerd. Vanaf 28 april heette het programma WNL op Zondag. Jinek werd op 23 mei 2013 per direct weggestuurd en de presentatie kwam in handen van een duo. Janneke Willemse presenteerde wisselend met Charles Groenhuijsen of Paul Jansen. Sandra Schuurhof viel geregeld in voor Willemse. Op zaterdag 4 januari 2014 kwam er op NPO Radio 1 een radio-editie: WNL op Zaterdag.
Op 27 augustus 2014 werd bekend dat, met ingang van het nieuwe tv-seizoen, Margreet Spijker het trio Willemse, Jansen en Schuurhof als presentator zou opvolgen. Ze presenteerde afwisselend met Groenhuijsen het programma. Vanaf dit moment is de studio verhuisd naar het VondelCS tevens in Amsterdam. Precies een jaar later werd bekendgemaakt dat Spijker en Groenhuijsen zich op andere programma's zouden gaan richten en de presentatie van WNL op Zondag zou worden overgenomen door Rick Nieman.
De laatste aflevering van het seizoen 2022/2023, op 28 mei 2023 moest na een kwartier worden stilgelegd vanwege een storing in de regiewagen. Door deze storing viel het geluid weg, waardoor het programma niet kon worden uitgezonden. Ook het opnemen van de uitzending om deze later op de dag alsnog uit te zenden was door de storing niet mogelijk. Sindsdien zendt dit praatprogramma incidenteel uit van de studio van Goedemorgen Nederland.
Sinds 16 februari 2025 zendt WNL op Zondag uit Studio 6 op het Media Park in Hilversum. De setting is hetzelfde gebleven. Een verhoogd podium met stoelen waar Nieman en zĳn gasten plaatsnemen, zonder decor.

## Presentatie
| Programmatitel                  | Presentatie                            |
| ------------------------------- | -------------------------------------- |
| Eva Jinek op Zondag (2011-2013) | Eva Jinek (2011-2013)                  |
| WNL op Zondag (2013-heden)      | Janneke Willemse (2013-2014)           |
| WNL op Zondag (2013-heden)      | Charles Groenhuijsen (2013-2015)       |
| WNL op Zondag (2013-heden)      | Paul Jansen (2013-2014)                |
| WNL op Zondag (2013-heden)      | Sandra Schuurhof (2013-2014, invaller) |
| WNL op Zondag (2013-heden)      | Margreet Spijker (2014-2015)           |
| WNL op Zondag (2013-heden)      | Rick Nieman (2015-heden)               |
| WNL op Zondag (2013-heden)      | Welmoed Sijtsma (2025, invaller)       |